# Локализация компьютерной игры
Локализация компьютерной игры — подготовка программного и аппаратного обеспечения компьютерной игры к продаже в новом регионе или стране. Локализация включает перевод с языка оригинала на иностранный язык, изменение художественных средств игры, создание новых запакованных файлов и справочных руководств, запись новых аудиофайлов, преобразование аппаратного обеспечения, изменение отдельных фрагментов игры согласно культурным особенностям определённого региона, добавление дополнительных участков для перемещения вырезанного контента.
Решение локализовать принимается в зависимости от экономических факторов, таких как потенциальные доходы, которые может принести определённый регион. Локализацией обычно занимаются либо разработчики, либо сторонние компании, с которыми составляется договор, либо независимые компании, которые создают альтернативную локализацию или локализацию игры, которая не была представлена в регионе. Качество локализации может быть разным в зависимости от профессионализма локализаторов или трудностей, связанных с попытками компаний-разработчиков избежать преждевременных утечек игр на рынок.
Цель локализации состоит в создании приятного и удобного игрового процесса для конечного пользователя, учитывающего культурные особенности его региона, но придерживающегося оригинальной концепции игры.

## История
Первый опыт локализации компьютерных игр относится к 1980-м годам, когда разработчики японской игры Pac-Man произвели транслитерацию названия на английский манер — Puck-Man, но при выпуске игры в США приняли решение вернуть оригинальное название из-за боязни, что слово Puck могут коверкать как нецензурное слово.
Важной задачей в ранних локализациях было решение проблем с ограниченным количеством пространства, доступного для обработки текстовых строк, которые были длиннее, чем в оригинальных играх, как это часто было в случае с NES и SNES. Тед Вулси, переводчик Final Fantasy VI, рассказывал о необходимости постоянно сокращать текст на английском языке из-за ограниченных возможностей.
Часто бюджет и сроки производства локализаций были маленькими, в результате чего с переводами либо возникала путаница, либо текст перевода необходимо было переписывать. Развитие технологий в начале 2000-х годов привело к возможностям расширения текста, который стали хранить в формате ASCII, а не в формате изображения, как было ранее, обеспечивая более эффективную обработку и более экономное использование дискового пространства для размещения текста. Развитие аудиотехнологий привело к созданию озвучивания на иностранных языках и дубляжа.
В настоящее время наблюдается значительное увеличение объёма текста и диалогов при локализации, особенно в многопользовательских играх.

## Процесс локализации
Процесс локализации производится в следующем порядке:
1. анализ и обработка присланных разработчиком игры материалов, их подготовка к переводу;
2. подбор команды на проект, распределение ролей и задач;
3. выдача материала исполнителям, контроль сроков;
4. перевод;
5. оценка качества и редактура;
6. финальная проверка;
7. сдача текста компании-разработчику;
8. тестирование локализации[8].

### Перевод
Для выполнения текстового перевода игр с большим объёмом текста в первую очередь создаётся глоссарий игровых терминов, чтобы не возникла путаница между общеупотребимыми словами и словами с локальным значением. Затем создаётся визуальная графика, на которую накладывается текст перевода, выполненный в шрифте, используемом в оригинальной игре. Если в игре используется оригинальный шрифт, отдельно создаётся аналогичный шрифт для алфавита, используемого при локализации. В зависимости от визуальной составляющей игры и особенностей в программном коде, программисты (чаще всего в любительских студиях) могут вносить изменения в программное обеспечение или создавать отдельные файлы для удобства перевода. При составлении перевода локализатор учитывает особенности языка региона, традиционных правил транскрипции и произношения с других языков, официальный перевод первоисточника игры, если таковой есть, а также устоявшиеся слова, фразы или термины из игры среди её поклонников. Локализация и перевод могут осуществляться как при активном взаимодействии с разработчиком, так и самостоятельно, в зависимости от желания разработчика.
При переводе локализаторами учитываются следующие нюансы:
1. полнота локализации (перевод имён собственных, названия элементов интерфейса, перевод игровых терминов, перенос игры слов, связь полноты локализации с озвучиванием);
2. влияние непереведённых и транслитерированных слов на понимание текста;
3. уровень владения языком в стране локализации;
4. перевод существующих реалий;
5. перевод текстов на графических элементах игры[9].

Неофициальный перевод игр от официального отличается менее ограниченными сроками выполнения, более скрупулёзным переводом, основанном на канонической истории игры, но в то же время технически более сложным для выполнения из-за проблем с лицензированием и отсутствием открытого кода игры для более удобного процесса локализации, более вольным переводом фраз с зачастую используемым сленгом и нецензурной лексикой, а также частичным или полным отсутствием литературного стиля.
Наиболее сложным при переводе является адаптация игры слов и устоявшихся выражений, выявление культурных отсылок и их перевод с соответствующей передачей интонации при озвучивании, подбор актёров озвучивания с голосами, похожими на голоса оригинала, передача эмоционального окраса, передача акцента (неизвестный в стране локализации региональный акцент, например, шотландский, обычно не передаётся). Типичными ошибками при переводе являются орфографические и пунктуационные ошибки, потеря или замена смысла при переводе, вырезанные части текста, непереведённые текст и дополнительный контент, монотонная зачитка текста, сильные искажения фраз, непереведённые куски текста, диалоги плохого качества, монотонность и невыразительность голосов актёров, непереведённый текст, слабый литературный стиль или его отсутствие.

### Озвучивание
Перед озвучиванием переведённого материала создаётся рабочая группа по специализациям: руководитель проекта, режиссёр дубляжа, звукорежиссёр, звукооператор, инженеры и тестировщики. Переведённый текст укладывается под оригинальные аудиофайлы. Производится подсчёт и сравнение ранее присланных разработчиком текстовых материалов с итоговым материалом.
После окончательного озвучивания оригинала и получения готового материала производится подбор актёров. Подбор происходит двумя способами: живым прослушиванием или поиском по базе голосов. Живое прослушивание чаще всего проходит при участии представителя разработчика посредством удалённой видеосвязи. Голоса подбираются из базы предыдущих проектов, актёров приглашают в студию, записывают образцы на основе оригинала и отправляют разработчику на утверждение, после чего начинается озвучивание. Перевод и озвучивание чаще всего происходят параллельно с производством игры, поэтому локализаторы часто вынуждены подстраиваться под разработчика, если он что-то меняет в производственном процессе, и перезаписывать реплики согласно изменениям.
После окончания озвучивания происходит укладка озвученных фраз под мимику персонажей и сведение полученной аудиодорожки с исходной фонограммой. Готовый материал отправляют на тестирование для выявления ошибок и брака, после чего при необходимости дорабатывают и отправляют заказчику.

## Процесс локализации настольных игр
В настольных играх основной массив текста содержится в справочном руководстве, поэтому перевод почти не подвергается сокращению, чтобы передать полный смысл обучающих материалов. Перевод текста самой игры, наоборот, может подвергнуться сокращению или подбору синонимов аналогичных по длине слов, чтобы уместить текст в ограниченный по размеру визуальный элемент. Сначала производится перевод исходного текста, затем готовый текст проходит редактуру, после чего происходит вёрстка и повторная редактура, после чего локализация готова.
Также при локализации настольной игры важно организовать производство и, возможно, подкорректировать качество компонентов под доходы потенциальной публики.

## Локализация игр в России
Известны локализации компьютерных игр для домашних компьютеров, получивших распространение на рубеже 1990-х годов в СССР и на постсоветском пространстве.
Локализации иностранных компьютерных игр в России осуществлялись компьютерными пиратами в небольших студиях с 1995 по 2005 год, работавших на нелегальной основе. Наиболее известной подобной студией была «Фаргус Мультимедия». Локализации, выполненные такими студиями, чаще всего были плохого качества. Переводу мог подвергаться не только текст в игре, но и название самой игры. Также переводились названия китайских аппаратных клонов японских игровых приставок, например, NES (Dendy).
Необходимость локализации в России, в отличие от многих других стран, вызвана тем фактом, что уровень владения английском языком среди россиян очень низкий и не позволяет полноценно воспринимать игры на языке оригинала. Наиболее известным профессиональным локализатором видеоигр в России является компания «СофтКлаб», доля которой на рынке СНГ в 2014 году составляла 80 %.
В 2017 году исследовательское агентство Translation Rating опубликовало результаты исследования рынка локализации игр в России. Компании-локализаторы были разделены на два сегмента: «Студии — узкие специалисты» и «Компании широкого профиля с отделами локализации игр». Лидером в первом сегменте стала компания 1С (QLOC Studio + «Бука»). Во втором сегменте крупнейшим локализатором игр стала компания Logrus IT.
В 1990-х также осуществлялись локализации настольных игр. Одними из первых локализированных игр была «Монополия», которую в России назвали «Менеджер». В 1990 году вышла советская игра «Заколдованная страна», основанная на польской версии американской настольной игры Dungeons & Dragons. В конце 1990-х было множество любительских переводчиков настольных игр, среди которых Александр Петрунин, впервые осуществлявший переводы для магазина настольных игр «Игровед».
В настоящее время производится полноценная локализация настольных игр с учётом традиционных особенностей русского языка и национальных особенностей региона. Отдельные настольные игры переводятся даже по мотивам отдельных произведений в стране локализации. Локализацией занимаются либо штатные переводчики и верстальщики компании-разработчика, либо сторонние компании в стране локализации.